# Hawa Sawaneh
Hawa Sawaneh (geb. am 2. Mai 2002) ist eine französisch-gambische Leichtathletin.

## Leben
Sawaneh nahm ab 2013 an Wettbewerben in Frankreich teil. Sie startete für den Verein Havre AC, ab 2018 für den CA Montreuil 93 in Montreuil.
Im Februar 2015 stellte sie bei Wettkämpfen im französischen Val-de-Reuil zwei vom Weltleichtathletikverband anerkannte nationale gambische Rekorde im Hochsprung und Dreisprung in der Halle auf. Ihre persönliche Bestleistung von 1,51 m im Hochsprung in der Halle, die jedoch nicht als Rekord geführt wird, stellte sie am 22. November 2015 ebenfalls in Val-de-Reuil auf. Gleiches gilt für ihre Bestleistung von 11,01 m im Dreisprung (Halle) am 4. Dezember 2016.

## Nationale Rekorde
| Disziplin          | Leistung | Datum            | Event | Ort                      |
| ------------------ | -------- | ---------------- | ----- | ------------------------ |
| Hochsprung (Halle) | 1,41 m   | 8. Februar 2015  |       | Val-de-Reuil, Frankreich |
| Dreisprung (Halle) | 9,11 m   | 15. Februar 2015 |       | Val-de-Reuil, Frankreich |